# 克羅滕山
47°32′43″N 11°11′34″E / 47.54528°N 11.19278°E

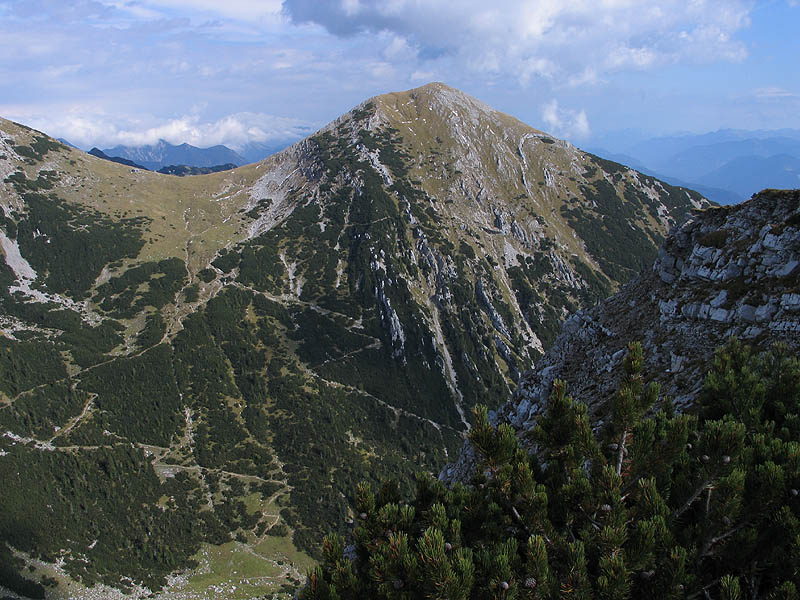

克羅滕山（德語：Krottenkopf），是德國的山峰，位於該國南部，由巴伐利亞負責管轄，屬於巴伐利亞前阿爾卑斯山脈的一部分，海拔高度2,086米，山體在三疊紀時期形成。